# Kamenný most (film)
Kamenný most è un film del 1996, diretto da Tomáš Vorel. Il regista ne ha girata una seconda versione nel 2016.

## Trama
Tomáš è un regista abbastanza noto, ma in piena crisi, oltre che creativa, anche esistenziale: ha lasciato la moglie Martina ed il figlio Petr per tornare a vivere coi genitori. La madre di Tomáš fa quadrare il bilancio famigliare vendendo manufatti di legno alle orde di turisti che affollano quotidianamente il Ponte Carlo, lo storico ponte di pietra ("kamenný most") di Praga. Il padre è uno scultore, che, senza trarne profitti, riproduce in argilla inquietanti figure di mostri; in un accesso d'ira, dovuto anche alla sua dedizione all'alcool, egli scaraventa giù dal ponte, nella Moldava, un uomo, uccidendolo. Per tale motivo viene internato in un manicomio criminale.
Tomáš trascorre spesso le notti fuori casa, bivaccando in prossimità del ponte, e racconta a Petr di un folletto che abiterebbe nelle segrete della costruzione. Il nuovo fidanzato di Martina, Robert, è pure attivo nell'industria dello spettacolo, come produttore di video pubblicitari. Robert propone a Tomáš di finanziare un suo prossimo lungometraggio, ed il cineasta riesce a terminarne la sceneggiatura in brevissimo tempo, superando in tal modo la sua crisi. Prima che il progetto giunga in porto Tomáš dovrà constatare la crudezza dello show business, ma alla fine riuscirà a portare Petr in un giro perlustrativo nei meandri del ponte, alla ricerca del folletto.